# Trias (Orchideen)
Die Gattung Trias aus der Familie der Orchideen (Orchidaceae) umfasst 14 Pflanzenarten, die von China bis Australien vorkommen. Nach R. Govaerts sind sie aber alle zur Gattung Bulbophyllum zu stellen.

## Beschreibung
Alle Arten der Gattung Trias haben die  Wuchsform der  Bulbophyllum Arten. Typisch für Trias ist die schnabelartig nach vorn zeigende Anthere und  immer  weit auseinander stehende einblättrige Bulben. Der Blütenstand ist wesentlich kürzer als das Blatt. Die Pflanzen sind einblütig und gestalten  eine dreieckige Blüte. Dieser Eindruck entsteht durch die drei gleichartigen Sepalen, von denen die lateralen etwas schief am Säulenfuß sitzen. Die  Petalen sind sehr klein. Die zungenförmige Lippe  ist klein ausgebildet und beweglich mit dem Säulenfuß verbunden. Die Pflanzen besitzen zwei Pollinienpaare.

## Verbreitung
Alle Arten der Gattung Trias sind kleine Epiphyten, die meist ohne Substrat an der Rinde von Bäumen in Monsunwäldern vorkommen.
Diversitätszentren sind Indien und Indonesien, die Gattung strahlt aber bis China und Australien aus. Die Verbreitungsgebiete für Trias stocksii erstrecken sich im Westen von der Küste Bombays und südlich bis Nord-Kanara. Im südlichen Burma kommen die Arten Trias natusa, Trias oblonga und Trias picta vor. Das Vorkommen von Trias picta reicht im Osten bis Thailand. Hier ist auch die Verbreitung von Trias intermedia, Trias mollis und Trias nana. In Vietnam findet man Trias nasuta und Trias nummularia, während Trias antheae und Trias tothastes nur in Borneo vorkommen.

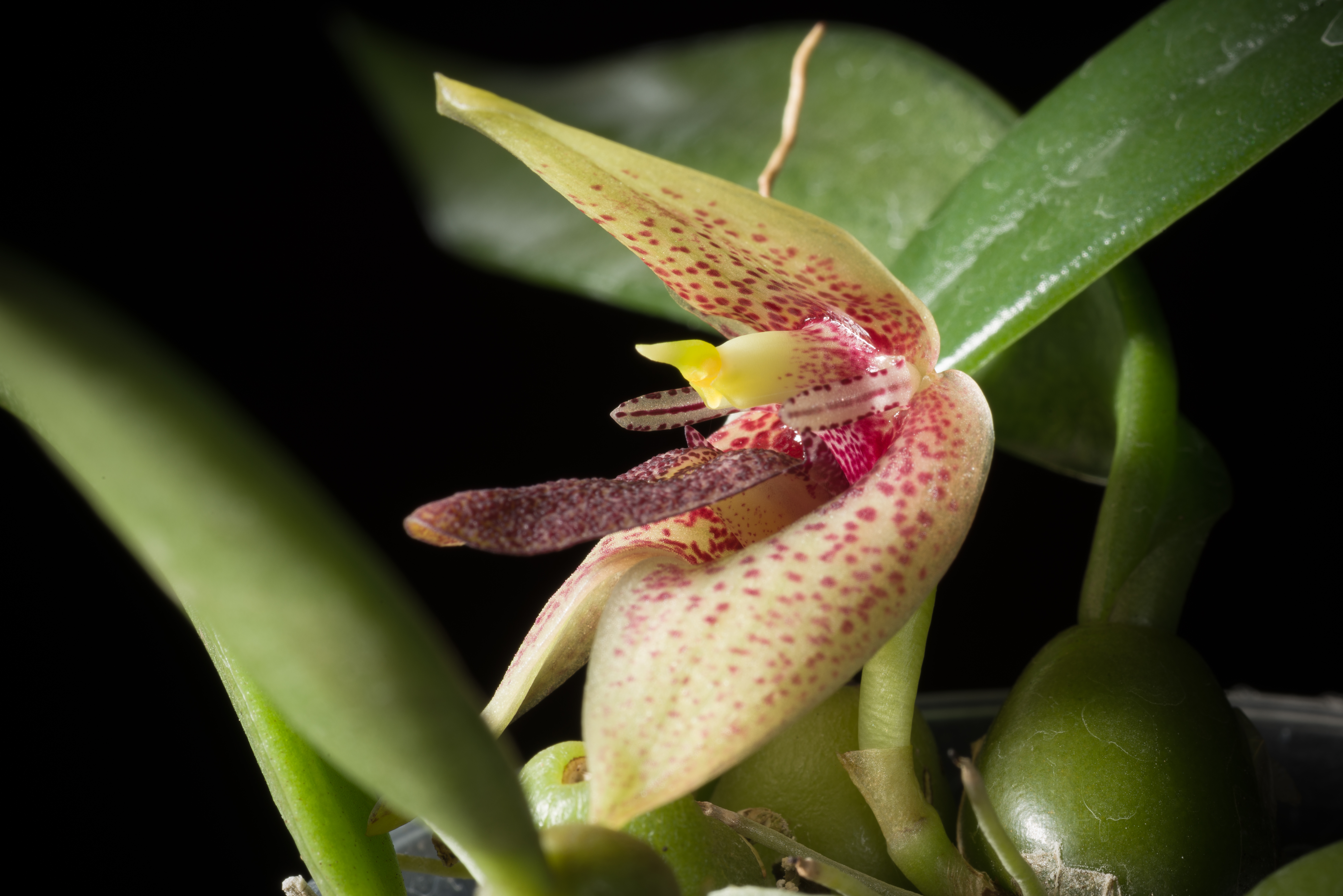
Trias disciflora

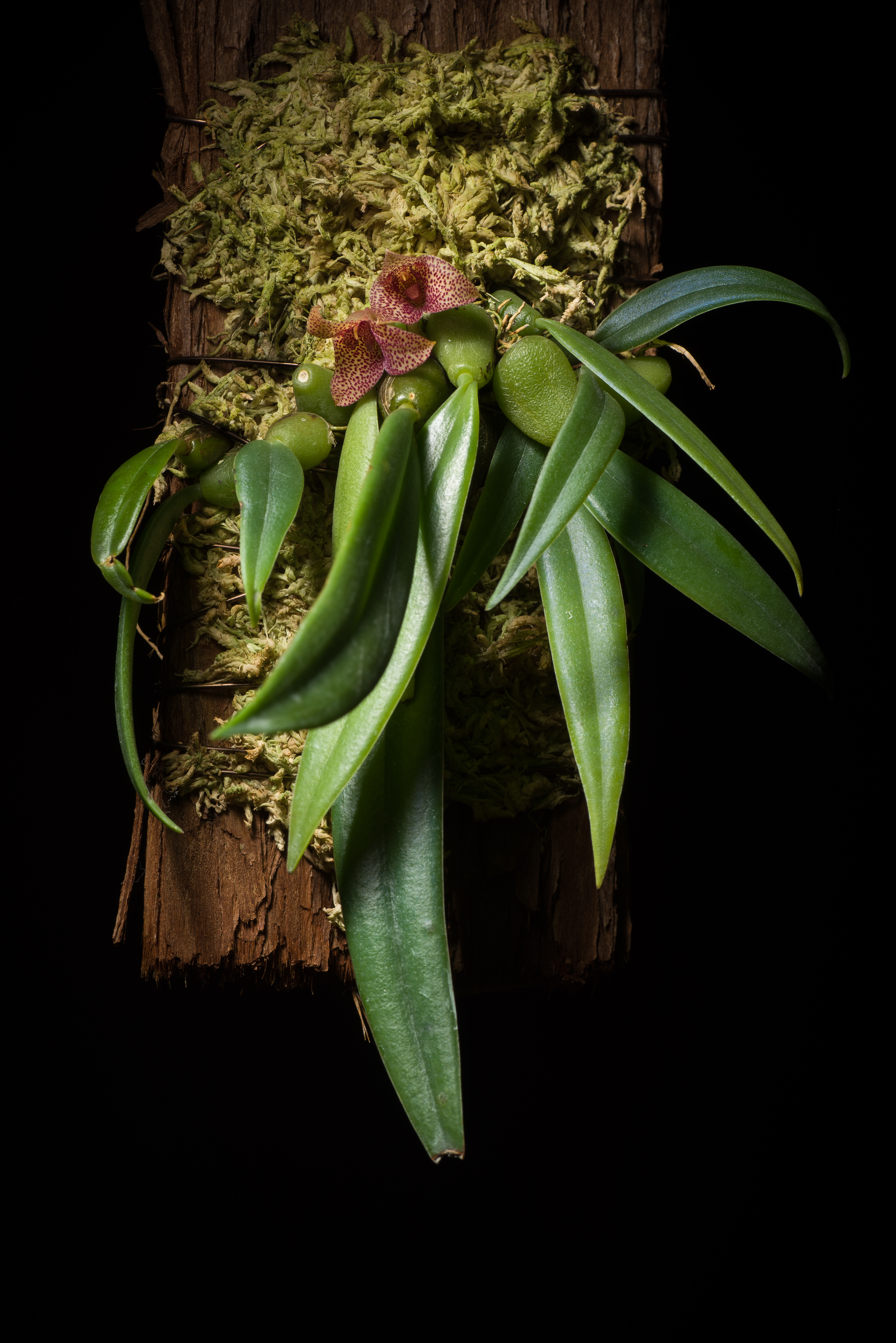
Trias picta

## Systematik und Botanische Geschichte
Trias wird innerhalb der Tribus Dendrobieae in die Subtribus Bulbophyllinae eingeordnet. Verwandte Gattungen sind Bulbophyllum, Hapalochilus, Sunipia etc. Die Gattung Trias wurde 1830 von John Lindley mit der Typusart Trias oblonga aufgestellt. Der Name Trias kommt vom griechischen Wort τριάς trias, „die Dreizahl“ mit Bezug auf die dreieckige Blütenform.
Die Gattung umfasst 14 Arten. Sie werden aber heute zur Gattung Bulbophyllum gestellt.
- Trias antheae J.J.Verm. & A.L.Lamb: Sabah.[1]
- Trias bonaccordensis C.S.Kumar: Indischer Bundesstaat Kerala.[1]
- Trias disciflora (Rolfe) Rolfe: Arunachal Pradesh bis Indochina.[1]
- Trias intermedia Seidenf. & Smitinand: Thailand und Laos.[1]
- Trias mollis Seidenf.: Thailand.[1]
- Trias nana Seidenf.: Myanmar und Thailand.[1]
- Trias nasuta (Rchb.f.) Stapf: Arunachal Pradesh bis Indochina.[1]
- Trias nummularia Aver. & Averyanova: Kambodscha und Vietnam.[1]
- Trias oblonga Lindl.: Indien bis Indochina.[1]
- Trias picta (C.S.P.Parish & Rchb.f.) C.S.P.Parish ex Hemsl.: Myanmar und Thailand.[1]
- Trias rosea (Ridl.) Seidenf.: Bangladesch, Myanmar und Thailand.[1]
- Trias stocksii Benth. ex Hook.f.: Südliches Indien.[1]
- Trias tothastes (J.J.Verm.) J.J.Wood: Borneo.[1]
- Trias verrucosa[2] Z. J. Liu, L. J. Chen et S. P. Lei[3]: Nepal bis China und Vietnam.[1]